# 伊藤大祐
伊藤 大祐（いとう だいすけ、2001年7月15日 - ）は、ジャパンラグビーリーグワンコベルコ神戸スティーラーズに所属するラグビーユニオン選手。

## プロフィール
- 福岡県久留米市出身[1]
- ポジションはスタンドオフ(SO)。
- 身長 179 cm、体重 89 kg
- 姉の優希もラグビー選手[2]。
- U17日本代表に選ばれたことがある[3]。

## 略歴
6歳からラグビーを始めた。
2020年、桐蔭学園高校卒業後、早稲田大学に入学。なお桐蔭学園高校時代、主将を務めて高校日本代表に選ばれたことがある。
2023年、早稲田大学ラグビー蹴球部の主将に就任。
2024年、アーリーエントリーでコベルコ神戸スティーラーズに加入。同年5月4日に行われたJAPAN RUGBY LEAGUE ONE第16節三重ホンダヒート戦にて途中出場でリーグワン公式戦初出場を果たした。